# 디도 하프나
디도 하프나(일본어: ハーフナー・ディド, 1957년 9월 26일 ~ )는 네덜란드계 일본인 전 축구 선수이다. 그의 아들은 축구 선수 마이크 하프나이다.

## 구단 경력
1986년 일본 사커 리그의 마쓰다에 입단했다. 1989년까지 71경기에 출전, 1987년에 천황배 준우승. 1989년 J1리그의 요미우리로 이적했다. 1992년부터 1994년까지 J1리그의 나고야 그램퍼스 에이트와 주빌로 이와타에서 뛰었다. 1997년 재팬 풋볼 리그의 콘사돌레 삿포로로 이적했다. 1997년 재팬 풋볼 리그준우승으로 J1리그로 승격했다. 1998년후 현역 은퇴.